# Dorothy Hansine Andersen
Dorothy Hansine Andersen (født 15. maj 1901 i Asheville, North Carolina, død 3. marts 1963 i New York) var en amerikansk læge. Hun var den første som beskrev cystisk fibrose og udviklet en test til at diagnosticere sygdommen.

## Biografi
Andersen gik ved St. Johnsbury Academy og fik i 1922 graden Bachelor of Arts fra Mount Holyoke College. Hun uddannede sig til læge ved Johns Hopkins University School of Medicine, der hun opnåede graden Doctor of Medicine i 1926. I 1935 blev hun Doctor of Medical Science ved Columbia University. Andersen havde også diplom i patologi fra American Board of Pathology.